# Oberkampf (Métro Paris)

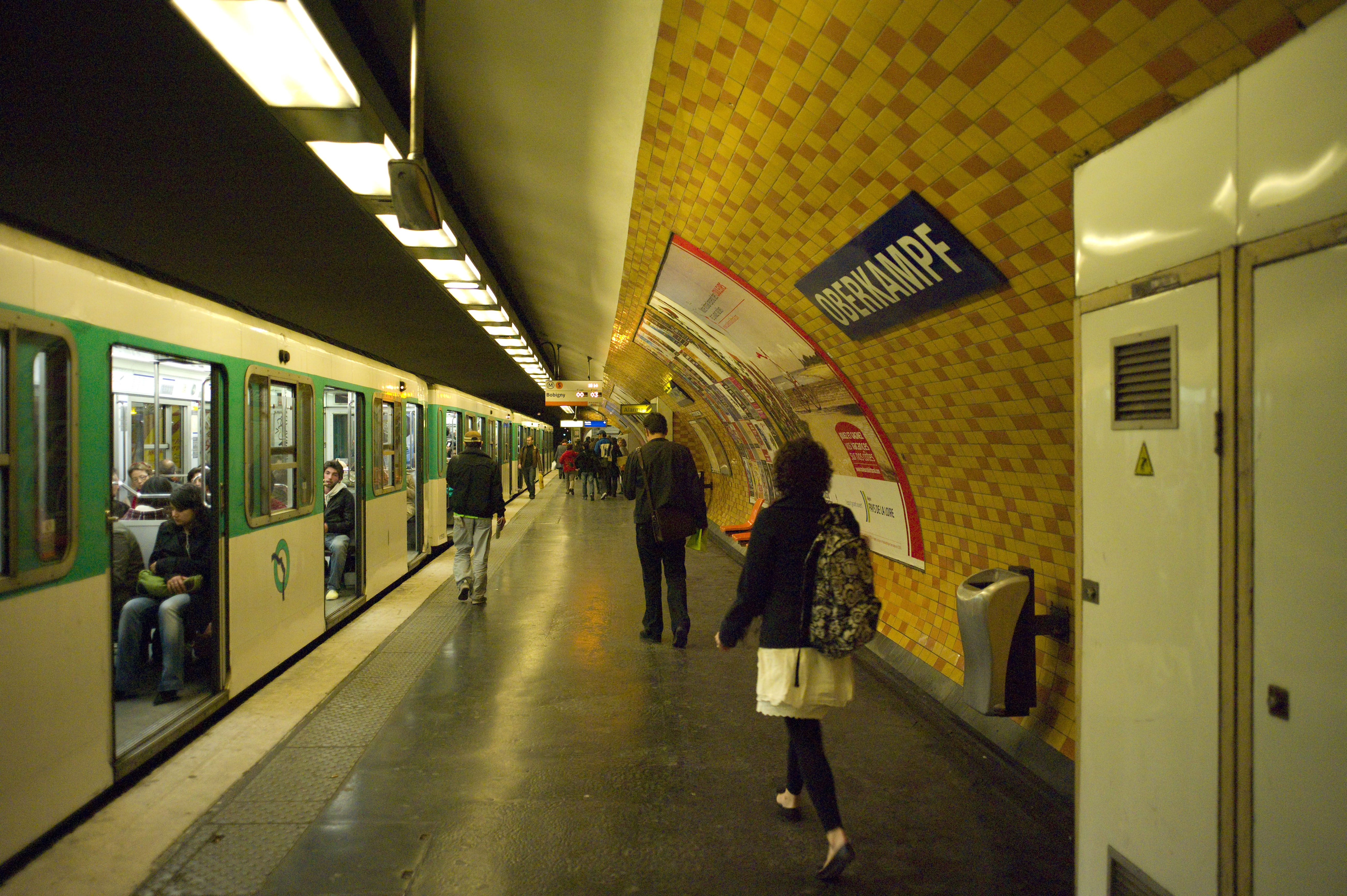
Station der Linie 5 mit MF-67-Zug

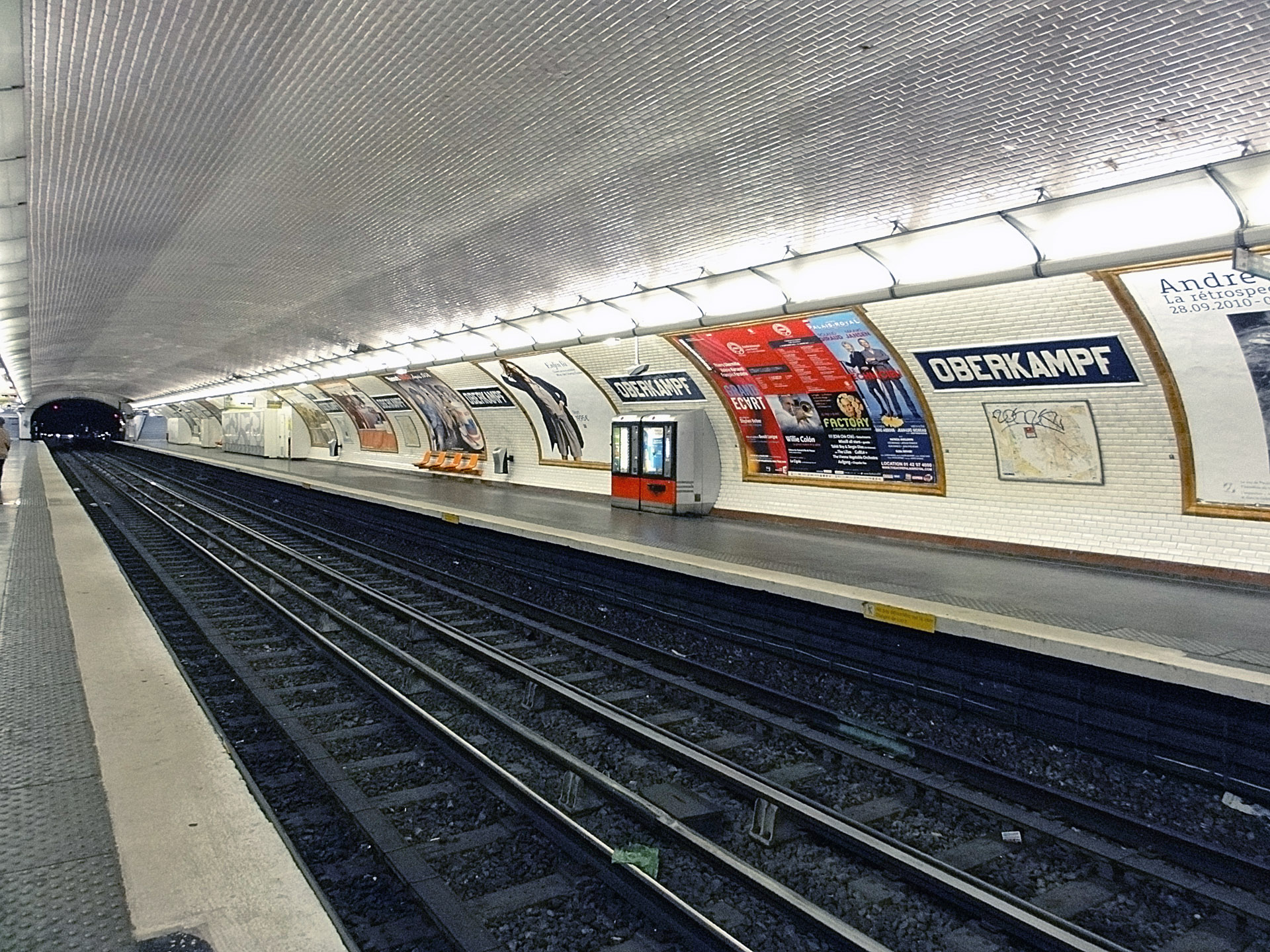
Station der Linie 9

Oberkampf [ɔbɛʁkɑ̃f] ist ein unterirdischer Umsteigebahnhof der Pariser Métro. Er wird von den Linien 5 und 9 bedient.

## Lage
Der U-Bahnhof befindet sich im Quartier de la Folie-Méricourt des 11. Arrondissements von Paris. Seine beiden Stationen liegen – in der Längsrichtung zueinander versetzt – unter dem Boulevard Voltaire.

## Name
Namengebend ist die den Boulevard Voltaire kreuzende Rue Oberkampf. Christophe-Philippe Oberkampf (1738–1815) war Tuchfabrikant und Textildrucker. 1759 gründete er im Pariser Vorort Jouy-en-Josas die erste französische Fabrik für bedruckte Stoffe.
Obwohl Protestant und gebürtiger Deutscher, wurde er 1770 französischer Staatsbürger und 1787 von Ludwig XVI. in den Adelsstand erhoben.

## Geschichte
Die Station der Linie 5 wurde am 15. Januar 1907, vier Wochen nach der Eröffnung der nördlichen Verlängerung der Linie bis zur Station Lancry (seit 1946 Jacques Bonsergent) in Betrieb genommen.
Am 10. Dezember 1933 kam die Station der Linie 9 hinzu. Diese wurde an jenem Tag von Richelieu – Drouot bis Porte de Montreuil verlängert.

## Beschreibung
Beide Stationen liegen unter elliptischen Deckengewölben, sie haben gekrümmte Seitenwände und Seitenbahnsteige an zwei Streckengleisen. Die Station der Linie 5 weist nach wie vor die ursprüngliche Pariser Standardlänge von 75 m auf, die der Linie 9 wurde bereits mit einer Länge von 105 m für mögliche Sieben-Wagen-Züge errichtet.
Aus Platzgründen wurde die Station der Linie 9 nicht neben, sondern nordwestlich vor die der Linie 5 gesetzt. Eine Gleisverbindung zwischen den beiden Linien existiert nicht, die Linie 9 hat nordwestlich ihrer Station einen einfachen Gleiswechsel.
Der U-Bahnhof hat vier Zugänge vom Straßenraum. Der Zugang an der Kreuzung mit der Rue de Crussol trägt einen von Adolphe Dervaux im Stil des Art déco entworfenen Kandelaber.

## Fahrzeuge

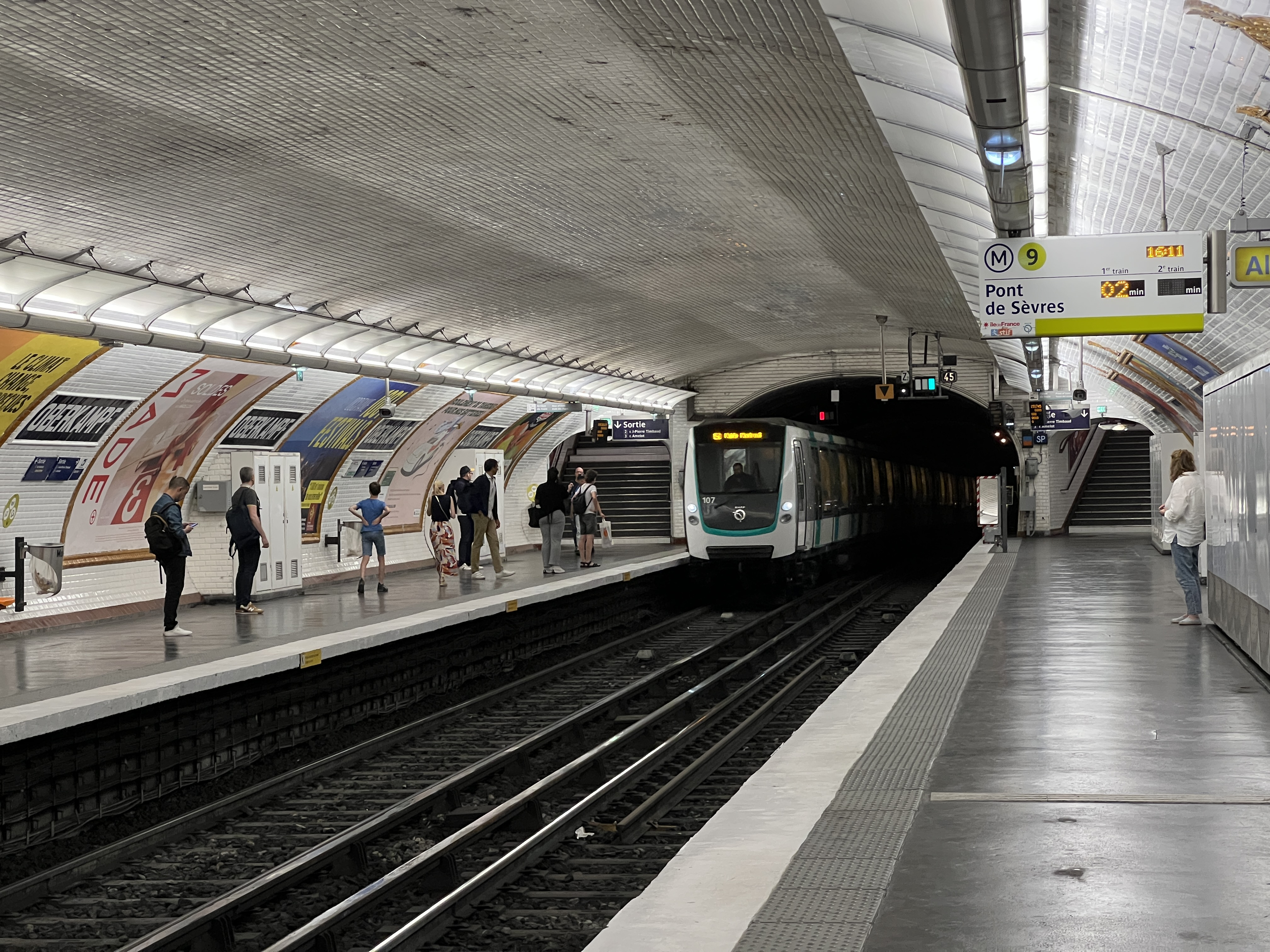
Einfahrender MF-01-Zug der Linie 9

Die Sprague-Thomson-Züge auf der Linie 5 wurden ab 1978 durch Fahrzeuge der Baureihe MF 67 ersetzt, denen ab 2011 MF 01-Züge folgten.
Zunächst verkehrten auf der Linie 9 ebenfalls Züge der Bauart Sprague-Thomson, die dort ihr letztes Einsatzgebiet hatten. 1983 kam die Baureihe MF 67 auf die Strecke. Seit Oktober 2013 kam zunehmend die Baureihe MF 01 zum Einsatz, am 14. Dezember 2016 verkehrte der letzte MF-67-Zug auf der Linie 9.